# 张非
张非（1918年—2011年12月23日），原名金成钧，曾用名张明如，男，河南开封人，中国作曲家、指挥，曾任中国音乐家协会常务理事。